# Andrea Christine Schmid
Andrea Christine Schmid (* 1968) ist eine deutsche Sonderpädagogin. 

## Leben
Sie erwarb 1992 das Diplom in Pädagogik an der Julius-Maximilians-Universität Würzburg und 1993 das 1. Staatsexamen im Lehramt für Sonderpädagogik an der Julius-Maximilians-Universität Würzburg. Nach dem Referendariat (1993–1995) am Sonderpädagogischen Förderzentrum Herschelplatz in Nürnberg und 2. Staatsexamen im Lehramt für Sonderpädagogik, der Promotion 2002 zur Dr. phil. im Schwerpunkt emotionale und soziale Entwicklung an der Ludwig-Maximilians-Universität München und der Habilitation 2014 (Venia Legendi für Pädagogik bei Lernbeeinträchtigungen und Lernstörungen) an der Ludwig-Maximilians-Universität München ist sie seit 2019 W3-Professorin für Inklusive Unterrichtsforschung mit dem Schwerpunkt Lernen an der Universität Erfurt.
Ihre Forschungsinteressen sind inklusive Schul- und Unterrichtsentwicklung, Reform- und Alternativpädagogik im inklusiven Setting, Gesundheitsforschung in der Heil- und Sonderpädagogik, individuelle Lernförderung, Professionalisierungsforschung und Beratung als Kernkompetenz heil- und sonderpädagogischen Handelns.

## Schriften (Auswahl)
- Stress, Burnout und Coping. Eine empirische Studie an Schulen zur Erziehungshilfe. Bad Heilbrun 2003, ISBN 3-7815-1255-X.
- mit Ulrich Heimlich und Tatjana Eckerlein (Hgg.): Mobile sonderpädagogische Förderung – Das Beispiel Bayern. Berlin 2008, ISBN 978-3-8258-1303-1.
- Kompetent für das Studium!? Eignung und Gesundheit im Studium der Lernbehindertenpädagogik. Bad Heilbrunn 2015, ISBN 978-3-7815-2009-7.